# Annona muricata
Annona muricata este o specie de plante angiosperme din genul Annona, familia Annonaceae, descrisă de Carl von Linné. Conform Catalogue of Life specia Annona muricata nu are subspecii cunoscute.